# أندريه مونين
اندريه مونين (بالإنجليزية: Andrei Monin)‏ (و. 1921 – 2007 م) هو فيزيائي، وعالم أرصاد، وأستاذ جامعي من الاتحاد السوفيتي . ولد في موسكو.
وكان عضواً في الأكاديمية الوطنية للعلوم، والأكاديمية الروسية للعلوم، والأكاديمية الأمريكية للفنون والعلوم .
توفي في موسكو ، عن عمر يناهز 86 عاماً.

## التعليم
تعلم في جامعة موسكو الحكومية

## جوائز
حصل على جوائز منها:
- جائزة الدولة السوفيتية
- وسام الراية الحمراء من حزب العمال
- وسام جدارة المعركة
- وسام "الدفاع عن موسكو"
- وسام الحرب الوطنية من الدرجة 2
- ميدالية الانتصار على ألمانيا في الحرب الوطنية العظمى 1941-1945
- وسام ثورة أكتوبر
- Order of Friendship.